# Systropha curvicornis
Systropha curvicornis ist eine Bienenart aus der Familie der Halictidae und Gattung der Spiralhornbienen (Systropha).

## Merkmale
Von der anderen in Mitteleuropa heimischen Art, Systropha planidens, unterscheidet sich diese Art durch die etwas geringere Größe von knapp 1 cm. Das Weibchen besitzt am Hinterleib vorne eine grauweiße, hinten schwarzbraune Behaarung und ein verlängertes zweites Fühlergeißelglied. Das Männchen hat am zweiten und dritten Bauchsegment auf beiden Seiten einen langen, spitzen Dorn und ein breit ausgebuchtetes siebtes Rückensegment.

## Verbreitung
Das Verbreitungsgebiet von Systropha curvicornis umfasst den wärmeren Teil Europas von Spanien im Westen bis zu den südlichen Ausläufern des Ural im Osten. Im Norden geht sie bis in den Süden Litauens. In Deutschland liegt der Verbreitungsschwerpunkt in Berlin und Brandenburg. Weitere aktuelle Vorkommen sind aus Sachsen-Anhalt bekannt, aus übrigen Gegenden liegen nur ältere, zum Teil unsichere Nachweise vor. Ein gesicherter Nachweis aus Baden-Württemberg stammt aus dem Jahr 1966.

## Lebensraum
In Mitteleuropa ist Systropha curvicornis auf Wärmeinseln beschränkt, die Lebensräume sind trockene, gut besonnte Gebiete mit großen vegetationsfreien Flächen. Sie gehört zu den Pionierarten offener Standorte, deren Ausbreitungsmöglichkeiten aber durch ein hohes Wärmebedürfnis und Bindung an eine bestimmte Pollenquelle (Ackerwinde) begrenzt ist.
Natürliche Lebensräume sind vermutlich Offenlandsbiotope wie Binnendünen und Abbruchkanten, aber auch durch Überweidung vegetationsfreie Flächen. Die aktuellen Nachweise in Berlin und Brandenburg erfolgten aber auch oft auf Sekundärlebensräumen, die künstlich vegetationsfrei gehalten wurden: Truppenübungsplätze, Flugplätze, Güterbahnhöfe, der Grenzstreifen zwischen Ost- und Westdeutschland sowie ein Motocross-Gelände. Eine starke Nutzung dieser Gelände scheint die Art kaum zu beeinträchtigen, wesentliche Gefährdung der Bestände sind dagegen Nutzungsänderungen und Umgestaltungen der Gebiete, die zu stärkerem Bewuchs und Verbuschung führen.

## Gefährdung
Die Art wurde in der letzten Zeit besonders in Brandenburg an zahlreichen Stellen aufgefunden. Dennoch ist sie durch die Bindung an einen bestimmten Lebensraumtyp und auch eine bestimmte Pflanze als Pollenlieferant in ihrem Bestand bedroht. In der Roten Liste von Brandenburg wird sie auf Stufe 3, „gefährdet“ geführt.